# Поґожелиці
Поґожелиці (пол. Pogorzelice) — село в Польщі, у гміні Нова Весь-Лемборська Лемборського повіту Поморського воєводства.
Населення — 441 особа (2011).
У 1975-1998 роках село належало до Слупського воєводства.

## Демографія
Демографічна структура станом на 31 березня 2011 року:
|          | Загалом | Допрацездатний вік | Працездатний вік | Постпрацездатний вік |
| -------- | ------- | ------------------ | ---------------- | -------------------- |
| Чоловіки | 232     | 64                 | 152              | 16                   |
| Жінки    | 209     | 49                 | 125              | 35                   |
| Разом    | 441     | 113                | 277              | 51                   |